# Rhammatopoda opilionoides
Rhammatopoda opilionoides is een rechtvleugelig insect uit de familie sabelsprinkhanen (Tettigoniidae). De wetenschappelijke naam van deze soort is voor het eerst geldig gepubliceerd in 1892 door Redtenbacher.